# Aleksandr Kaljanin
Aleksandr Igorevitj Kaljanin (ryska: Александр Игоревич Калянин), född 24 september 1987 i Tjeljabinsk, Ryssland, död 7 september 2011 utanför Jaroslavl, Ryssland, var en rysk professionell ishockeyspelare som senast spelade för Lokomotiv Jaroslavl i KHL. Han har även spelat för Traktor Tjeljabinsk.
Kaljanin representerade det ryska hockeylandslaget under Euro Hockey Tour 2010/2011.

## Död
Kaljanin var den 7 september 2011 ombord på ett passagerarflygplan som havererade i staden Jaroslavl klockan 16:05 MSK under en flygning mellan Yaroslavl-Tunoshna Airport (IAR) och Minsk-1 International Airport (MHP). Hans lag Lokomotiv Jaroslavl var på väg till en bortamatch i Minsk. Efter att planet lyfte från flygplatsen kunde det inte nå tillräckligt hög höjd och flög in i en ledning innan det störtade i floden Volga.